# Maksymilian Hensel
Maksymilian Hensel (ur. 1 października 1880 w Gostyniu zm. 7 października 1943 w Warszawie) – polski inżynier budowlany, radca budowlany, samorządowiec, burmistrz i wiceprezydent Gniezna.

## Życiorys
Urodził się w rodzinie Walentego (1842–1900), właściciela cegielni w Gostyniu, i Marii ze Stelmaszczykiewiczów (1845–1899). Miał siostrę Ludwikę Rozalię (ur. 1882) i brata Edmunda (1885–1899). 
W latach zaboru pruskiego był pracownikiem poznańskiego magistratu, gdzie był m.in. współautorem projektu mostu św. Rocha na rzece Warcie. Od roku 1920, decyzją Rady Miejskiej w Gnieźnie, objął stanowisko radcy budowlanego. W 1922 mianowany na stanowisko drugiego burmistrza, a po dymisji burmistrza przejął jego obowiązki. Po wydzieleniu, w 1925, miasta z powiatu, uzyskał tytuł wiceprezydenta. Od 1926 członek deputacji szkolnej. W 1929 przez kilka miesięcy faktycznie kierował Miejskimi Zakładami Światła, Siły i Wody. Aktywnie uczestniczył w pracach nad wytyczaniem nowych i modernizacją istniejących ulic Gniezna. Po konflikcie z prezydentami Barciszewskim i Wrzalińskim w 1936 opuścił Gniezno i zamieszkał w Poznaniu. Był biegłym sądowym w dziedzinie budownictwa na- i podziemnego, na obwód Sądu Apelacyjnego w Poznaniu. 
W lipcu 1901 poślubił Mariannę z Formanowiczów (1880–1951). Z tego związku urodzili się: Mirosława Maria (1902–1992), Felicja Zuzanna (1903–1958), Marian (1904–1979), Izabella (1906–1993), Janina Zofia Burwiel (1907–1982), N. (1908–1908), Wanda Ewa (1909–1910), Anatola Gertruda Sabina Radwańska 1 v. Ładygin (1912–1985), Romuald Edmund Adam (1914–2001) i Witold.
Zmarł w Warszawie, pochowany na cmentarzu Powązkowskim (kwatera 148-1-27).